# Azerat
 Azerat  (en occitano Aserat) es una población y comuna francesa, situada en la región de Aquitania, departamento de Dordoña, en el distrito de Périgueux y cantón de Thenon.
Se halla en la región histórica de Perigòrd.

## Demografía
| 509 | 495 | 454 | 419 | 407 | 409 |
| Para los censos de 1962 a 1999 la población legal corresponde a la población sin duplicidades (Fuente: INSEE [Consultar]) |     |     |     |     |     |

## Lugares de interés
- Capilla de Notre-Dame-de-Bonne-Espérance, del siglo XIII.

## Personalidades relacionadas con la comuna
- Léon Faure (1866-1951), consejero de Mustafa Kemal Atatürk.
- Maurice Faure, político y resistente francés.
- Robert Lacoste (1898-1989), político francés y resistente.